# Caledonia (Schiff, 1815)
Die Caledonia war das zweite Dampfschiff, das auf dem Rhein fuhr und das erste, das Koblenz erreichte. Es war auch das erste Dampfschiff, das unter dänischer Flagge fuhr.

## Geschichte
Die Caledonia wurde 1815 in Glasgow von James and Charles Wood and James Barclay gebaut. Nach anderen Angaben wurde sie 1814 in Glasgow von John Wood gebaut. Das Schiff hatte einen Holzrumpf und wurde von zwei 2-Zylinder-Dampfmaschinen angetrieben. Da die Maschinen ineffektiv waren, wurde es kaum eingesetzt.
James Watt kaufte das Schiff im April 1817 von Henry Bell und ließ es mit zwei 2-Zylinder-Dampfmaschinen mit je 14 PS und einem neuen Kessel von Boulton & Watt, also seiner eigenen Firma, ausstatten. Bei den Surrey Commercial Docks testete Watt die Caledonia und erreichte mit ihr eine Geschwindigkeit von etwa 8 Knoten. Das Schiff wurde seetüchtig gemacht und die Höhe der Schaufelräder wurde angepasst. Nachdem alle Optimierungen umgesetzt waren, erreichte das Schiff eine Geschwindigkeit von etwa 12 Knoten. Bei zwei Wettrennen von den Surrey Commercial Docks nach Gravesend schlug die Caledonia zwei andere Paketschiffe – zunächst die Thames und danach die Sons of Commerce.
Um die Stärke der Maschinen zu testen, beschloss James Watt, den Rhein zu befahren. Der britische Marineoffizier William Wager, der bereits zwei Jahre zuvor die Defiance an den Rhein überführt hatte, brachte das Schiff im Oktober 1817 von Margate nach Rotterdam, wobei er einen Tag bis zur Insel Walcheren benötigte. Die Fahrt von Rotterdam nach Köln dauerte zwei Tage, wobei das Schiff mit starkem Gegenwind zu kämpfen hatte und neun Stunden lang nur eine Maschine zur Verfügung stand. Von Königswinter nach Koblenz waren drei Tage nötig, wobei das Schiff auf dem letzten Stück wegen der starken Strömung zusätzlich von Pferden getreidelt werden musste. Am 13. November 1817 hatte die Caledonia Koblenz erreicht und zwei Tage später trat sie die Rückreise an. Bei Wesel gab es jedoch einen Maschinenschaden – der Balancier war gebrochen. Watt wandte sich an Gottlob Jacobi in Sterkrade, der einen neuen Balancier aus Stahl herstellte.
1819 wurde die Caledonia nach Dänemark verkauft. Sie wurde als Paketschiff zwischen Kiel und Kopenhagen eingesetzt. Das Schiff fuhr von Kopenhagen über Koster auf Møn, Gåbense auf Falster und Bandholm auf Lolland und benötigte insgesamt etwa einen Tag bis Kiel. 1819 fuhr die Caledonia die Strecke 14 mal und 1820 22 mal. 1832, nach 12 Jahren, wurde das Schiff von größeren Passagierdampfern abgelöst.
Am Heck und am Bug waren jeweils Sonnensegel gespannt, unter denen sich die Passagiere unterstellen konnten. Im Innern gab es einen Aufenthaltsraum und eine Kombüse, in der man mit Dampf kochte. Außerdem gab es acht Doppelkabinen, in denen die Passagiere schlafen konnten.